# Kerrick
La ville de Kerrick est située dans le comté de Pine, dans l’État du Minnesota, aux États-Unis.

## Géographie
Selon le Bureau du recensement des États-Unis la ville s'étend sur 2,59 km2.

## Démographie
D'après les chiffres obtenus lors du recensement de 2010, la ville est peuplée de 65 personnes. La densité de population est de 25,1 habitants par kilomètre carré. La population de la ville est composée à 95,4 % de blanc, à 3,1 % d'Amérindiens et à 1,5 % de personnes d'autres origines.